# 2010년 영국 총선
2010년 영국 총선은 전체 650석의 영국 하원 의원들을 선출하기 위해 2010년 5월 6일에 실시되었다. 총 650개의 선거구에서 소선거구제에 따라 45,597,461명의 선거등록인이 투표를 실시하였다. 선거 결과, 원내 과반에 해당되는 326석을 넘긴 정당은 없는 것으로 드러났다. 보수당이 원내 의석수 제1당을 차지하였지만 과반에는 20석 못 미쳤기 때문에, 단독으로는 정부를 구성하지 못하는 헝 의회 상태가 되었다. 영국의 역대 총선에서 제2차 세계 대전 이후로 헝 의회 상태에 빠진 것은 1974년 2월 총선 이후 두 번째였다.
예상치 못한 결과로 재선거를 치러야 했던 1974년 총선과는 달리, 이번에는 선거 전부터 헝의회 가능성이 널리 예측되었기 때문에 정부와 각 정당에서는 연립정부 수립과 관련된 입헌절차 대비를 철저히 하고 있었다. 그리고 결과적으로는 제1당인 보수당과 제3당인 자유민주당이 연립 내각을 구성하게 되었다. 영국에서 선거 결과에 따라 연립내각이 출범한 것은 역사상 처음 있는 일이었다. 보수당의 입장에서는 노동당 정부가 과반 수성에 성공했던 지난 총선보다 훨씬 더 많은 득표율을 확보하며 정권교체에 성공하였지만, 자체 정권수립에는 실패한 미완의 선거였다. 이 같은 숙제는 다음 총선에서 보수당이 과반의석을 확보하며 풀리게 된다.
사상 처음 있는 연립내각 수립을 위하여 보수당과 자유민주당은 협상을 개시하였고, 약 닷새에 걸쳐 내각수립 절차를 진행하였다. 한때는 노동당-자유민주당 연립내각 설도 제기되었지만, 두 정당을 합치고도 과반에는 10석이 더 부족했고, 소수정당의 추가 합류가 필요했기 때문에 무산되었다. 5월 10일에는 고든 브라운 수상이 노동당 대표직에서 물러나겠다고 발표하였고, 그 다음날 보수당과 자유민주당 간의 협상이 완료됨에 따라 총리직 사퇴 선언을 하였다. 이로써 노동당의 13년 집권은 끝을 맺었다. 엘리자베스 2세 여왕은 브라운 총리의 사임을 받아들이고, 보수당의 데이비드 캐머런을 초청해 영국 총리에 공식 임명하였다. 한편 원내정당 연방 상임위원회를 소집했던 5월 12일 자정에 이르러서 회의를 마치고 연립내각 합의에 "전적으로 동의"함을 선언, 보수당-자민당 연립내각의 수립을 확정지었다.
이번 선거는 여러 가지 기록을 많이 남겼다. 우선 주요 3당 대표가 모두 신인 대표로, 이전에 총선 선거운동을 이끌어본 경험이 없었다. 이는 1979년 총선 이후 처음으로 있는 일이었다. 선거운동 과정에서 세 당 대표는 일련의 TV 토론회를 거쳤는데 영국 총선 사상 처음으로 시도되는 일이었다. 1차 토론에서는 자유민주당의 닉 클레그 대표가 선전하였고 후속 여론조사에서 자유민주당의 지지율이 급상승하기도 했다. 그러나 투표 당일 자유민주당의 지지율은 지난 총선과 비교하여 1% 상승에 그쳤으며, 의석수는 오히려 5석이 줄어들었다. 하지만 1988년 창당 이래 최고의 득표율을 자랑하게 되었고, 신정부 수립에 중점적인 역할을 행사할 수 있는 기회까지 얻게 되었다.
이번 총선에서 보수당이나 노동당을 제외한 나머지 정당에게 돌아간 득표율은 총 35%로, 1918년 총선 이래 가장 큰 수치였다. 제3당이 이토록 선전했던 선거는 득표율 면에서는 1923년 총선 이래 처음이었고, 의석수 면에서는 1929년 총선 이래 80여년 만이었다. 잉글랜드 웨일스 녹색당은 사상 처음으로 원내 입성에 성공하였으며, 북아일랜드 연합당 역시 처음으로 국회의원을 배출하였다. 그리고 기존 집권여당이던 노동당에서 보수당으로 선회한 표심은 전국적으로 5.1%에 달하여 1945년 이후 세번째로 가장 컸다. 한편으로 올덤이스트 새들워스 선거구에서는 선거운동 과정에서 불법 행위가 폭로되면서 선거결과가 무효화되고 이듬해 재보궐선거가 치러졌다. 이는 1910년 총선 이후 처음 있는 일이었다.

## 배경
2010년 4월 6일 고든 브라운 총리는 버킹엄 궁전에서 엘리자베스 2세를 알현하고 오는 4월 12일에 의회를 해산해줄 것을 요청하였다. 이후 다우닝 가에서 진행된 생중계 기자회견을 열고, 그간 있어왔던 전망대로 5월 6일에 총선을 치를 것을 공식 확인하였다. 2005년 5월 5일에 치러진 지난 총선으로부터 딱 5년 만에 치러지는 선거였다. 2010년 총선은 소선거구제에 따라 영국 전역의 649개 선거구에서 일제히 치러지게 되었다. 다만 서스크 몰턴 선거구는 후보자가 사망한 관계로 투표가 3주 뒤로 미뤄졌다.
여당인 노동당은 2001년 이후 하락세이던 지지율을 회복하고 네번째 연속 집권을 노렸다. 보수당은 97년 총선 패배 이후 노동당으로부터 정권을 되찾아 다시금 정계의 우위를 차지하는 것을 목표로 삼았다. 자유민주당은 양 정당 지지층으로부터 지지율을 끌어오고 헝 의회 상태에서 세력 균형을 이루는 것에 집중했다. 실제로 자민당은 TV 토론회 이후 지지율이 상승세를 보였고, 헝의회 상황이라면 연립정부 구성에 참여할 수 있을 정도에 이르렀다는 평가가 많았다. 선거일 직전의 여론조사에서는 보수당 36%, 노동당 29%, 자민당 23%에 오차범위 1%로 예측한 조사가 많아, 자유민주당에서 노동당과 보수당으로 다시 살짝 선회하는 모습을 보였다. 하지만 지지정당을 아직 결정하지 못했다는 지지층이 적지 않아 선거 결과에 불확실성을 더했다. 스코틀랜드 국민당은 2007년 스코틀랜드 총선에서의 승리를 발판으로 삼아, 이번 총선에서 20명의 의원을 당선시키는 것을 목표로 세우고 세력 균형을 주도하겠다고 밝혔다. 웨일스 지역당인 플라이드 컴리 역시 웨일스에서의 주도권 확보를 노렸다. 그 밖에 지방선거와 2009년 유럽 의회 선거에서 승리를 거둔 영국 독립당, 녹색당, 브리튼 국민당 등의 소수정당들은 원내 의석수 확대를 노렸다. 북아일랜드의 민주연합당은 의석수 추가 확보 없이도 원내4당 자리를 유지하는 것에 초점을 맞췄다.
이번 선거의 주요 일정은 다음과 같았다.
| 4월 12일 (월) | 제54대 영국 의회 해산, 공식 선거운동 시작                                  |
| 4월 20일 (화) | 후보지명서 제출·투표인 등록·우편투표 신청 마감일                           |
| 5월 6일 (목)  | 선거일                                                                     |
| 5월 11일 (화) | 데이비드 캐머런 총리 취임, 보수당-자민당 연정 구성                         |
| 5월 18일 (화) | 제55대 영국 의회 개원                                                      |
| 5월 25일 (화) | 영국 의회 개회식                                                           |
| 5월 27일 (목) | 서스크 몰턴 선거구 투표 진행                                               |
| 11월 5일 (금) | 올덤이스트 새들워스 선거 결과가 선거법에 따라 무효 처리, 이듬해 재보궐선거 |

### 선거구 개편

2010년 총선의 선거구를 적용했을 경우의 2005년 총선 결과도

영국에서는 1986년 의회선거구법 (1992년 개정)에 따라 선거구 구획위원회가 설치되어 있다. 구획위원회는 잉글랜드, 스코틀랜드, 웨일스, 북아일랜드에 각각 하나씩 총 네 개 지부로 설치되어 있으며, 선거구의 규모와 구성이 최대한 공정하게 이뤄질 수 있도록 현행 선거구를 전면 재검토하는 역할을 한다. 선거구 재검토는 8년에서 12년 주기로 진행되는데, 2010년 총선에서는 바로 이 선거구 검토 시기와 맞물린 선거였다.
이번 선거구 검토에서는 2005년 총선과 그 사이 지방선거의 선거구별 데이터를 조사한 롤링스 앤 트래셔 (Rallings and Thrasher)의 연구결과를 기반으로 새로운 선거구가 획정되었다. 새 선거구를 2005년 총선 결과에 적용한다면 노동당의 의석수는 9석이 줄어들게 되었다. 또 차기 의회에서 4석이 더 추가된다는 점을 감안하면, 노동당의 과반 의석수는 전국적으로 66석에서 48석으로 크게 줄어들게 되었다.
잉글랜드의 경우 잉글랜드 구획위원회의 권고에 따라 선거구수가 4개 증가하였으며, 기존에 있던 선거구들도 대대적인 경계선 조정을 거치게 되었다. 북아일랜드의 경우, 선거구수는 18개 그대로 유지되었지만, 동부 지역의 선거구 경계선에 미세한 조정이 이뤄졌다. 이번에는 두 선거구에 걸친 워드 (세부선거구)를 분할하는 경우도 사상 처음으로 나타나게 되었다.
웨일스도 총 의석수는 40석을 유지하였지만, 클루이드주와 귀네드주 일대의 선거구가 근본적으로 다시 짜여지게 되었다. 캐르나르폰 선거구는 아번 선거구로, 메이리오니드난트콘위 선거구는 뒨포르메이리오니드 선거구로, 콘위 선거구는 애버콘위 선거구로 바뀌었다. 총선 당시 웨일스의 한 선거구당 평균 선거인수는 잉글랜드 선거구의 평균 선거인수보다 14,000명 정도 더 적은 것으로 조사되었다.
스코틀랜드의 경우에는 이미 2004년에 대대적인 검토가 진행됐기 때문에, 지난 총선에서 쓰였던 59개 선거구가 그대로 유지되었다.

## 결과
| 306    | 57         | 258    | 29   |
| 보수당 | 자유민주당 | 노동당 | 기타 |

| 정당              | 정당 | 대표            | 의석수 | 의석수 | 의석수    | 득표율     | 득표율 | 득표율 |
| 정당              | 정당 | 대표            |        | 총합   |           |            | 총합   |        |
| ----------------- | ---- | --------------- | ------ | ------ | --------- | ---------- | ------ | ------ |
| 보수당            |      | 데이비드 캐머런 | 306    | 47.1%  | 306 / 650 | 10,703,754 | 36.1%  |        |
| 노동당            |      | 고든 브라운     | 258    | 39.7%  | 258 / 650 | 8,609,527  | 29.0%  |        |
| 자유민주당        |      | 닉 클레그       | 57     | 8.8%   | 57 / 650  | 6,836,825  | 23.0%  |        |
| 민주연합당        |      | 피터 로빈슨     | 8      | 1.2%   | 8 / 650   | 168,216    | 0.6%   |        |
| 스코틀랜드 국민당 |      | 앨릭스 샐먼드   | 6      | 0.9%   | 6 / 650   | 491,386    | 1.7%   |        |
| 신 페인           |      | 게리 애덤스     | 5      | 0.8%   | 5 / 650   | 171,942    | 0.6%   |        |
| 플라이드 컴리     |      | 루언 윈 존스    | 3      | 0.5%   | 3 / 650   | 165,394    | 0.6%   |        |
| 사회민주노동당    |      | 마거렛 리치     | 3      | 0.5%   | 3 / 650   | 110,970    | 0.4%   |        |
| 녹색당            |      | 캐롤라인 루커스 | 1      | 0.2%   | 1 / 650   | 285,616    | 1.0%   |        |
| 북아일랜드 연합당 |      | 데이비드 포드   | 1      | 0.2%   | 1 / 650   | 42,762     | 0.1%   |        |
| 의장              |      | 존 버코         | 1      | 0.2%   | 1 / 650   | 22,860     | 0.08%  |        |
| 무소속            |      | 실비아 허먼     | 1      | 0.2%   | 1 / 650   | 21,181     | 0.07%  |        |

전국 투표율은 65%로, 지난 총선 투표율의 61%에 비해 4%가 늘었다.
2010년 5월 27일, 후보자 사망으로 연기된 터스크 맬튼 지역구 선거에서 보수당 후보가 당선되었고, 보수당의 최종 의석수는 306석이 되었다.
| \| 득표율 \| 득표율 \| 득표율 \| 득표율 \| 득표율 \| \| ----------------- \| ----------------- \| ------ \| ------ \| ------ \| \| \| \| \| \| \| \| 보수당 \| 보수당 \| \| 36.1% \| 36.1% \| \| 노동당 \| 노동당 \| \| 29.0% \| 29.0% \| \| 자유민주당 \| 자유민주당 \| \| 23.0% \| 23.0% \| \| 영국 독립당 \| 영국 독립당 \| \| 3.1% \| 3.1% \| \| 브리튼 국민당 \| 브리튼 국민당 \| \| 1.9% \| 1.9% \| \| 스코틀랜드 국민당 \| 스코틀랜드 국민당 \| \| 1.7% \| 1.7% \| \| 기타 \| 기타 \| \| 5.2% \| 5.2% \| |                   |  |       |       |
| 득표율 |                   |  |       |       |
| |                   |  |       |       |
| 보수당 | 보수당            |  | 36.1% | 36.1% |
| 노동당 | 노동당            |  | 29.0% | 29.0% |
| 자유민주당 | 자유민주당        |  | 23.0% | 23.0% |
| 영국 독립당 | 영국 독립당       |  | 3.1%  | 3.1%  |
| 브리튼 국민당 | 브리튼 국민당     |  | 1.9%  | 1.9%  |
| 스코틀랜드 국민당 | 스코틀랜드 국민당 |  | 1.7%  | 1.7%  |
| 기타 | 기타              |  | 5.2%  | 5.2%  |

| \| 원내 의석수 \| 원내 의석수 \| 원내 의석수 \| 원내 의석수 \| 원내 의석수 \| \| ----------------- \| ----------------- \| ----------- \| ----------- \| ----------- \| \| \| \| \| \| \| \| 보수당 \| 보수당 \| \| 47.1% \| 47.1% \| \| 노동당 \| 노동당 \| \| 39.7% \| 39.7% \| \| 자유민주당 \| 자유민주당 \| \| 8.8% \| 8.8% \| \| 민주연합당 \| 민주연합당 \| \| 1.2% \| 1.2% \| \| 스코틀랜드 국민당 \| 스코틀랜드 국민당 \| \| 0.9% \| 0.9% \| \| 신 페인 \| 신 페인 \| \| 0.8% \| 0.8% \| \| 기타 \| 기타 \| \| 1.5% \| 1.5% \| |                   |  |       |       |
| 원내 의석수 |                   |  |       |       |
| |                   |  |       |       |
| 보수당 | 보수당            |  | 47.1% | 47.1% |
| 노동당 | 노동당            |  | 39.7% | 39.7% |
| 자유민주당 | 자유민주당        |  | 8.8%  | 8.8%  |
| 민주연합당 | 민주연합당        |  | 1.2%  | 1.2%  |
| 스코틀랜드 국민당 | 스코틀랜드 국민당 |  | 0.9%  | 0.9%  |
| 신 페인 | 신 페인           |  | 0.8%  | 0.8%  |
| 기타 | 기타              |  | 1.5%  | 1.5%  |

선거구별 투표 양상

## 같이 보기
- 데이비드 캐머런
  - 제1기 캐머런 내각
- 2010년 영국 정부의 내각 구성
- 2015년 영국 총선

### 내용주
1. 1 2  서스크 몰턴 선거구는 영국 독립당의 존 보크스 후보가 사망하는 바람에 5월 27일로 연기되었다. 영국 독립당 측은 보크스 후보를 추모하는 의미에서 신규 후보 등록 마감일인 5월 6일까지 후보를 지명하지 않기로 했다.[15]

### 참조주
1. ↑  “General elections”. Electoral Commission. 2012년 5월 18일. 2013년 8월 24일에 확인함.
2. ↑  Naughton, Philippe; Watson, Roland (2010년 5월 7일). “Britain wakes up to a hung Parliament”. 《The Times》 (London). 2010년 5월 28일에 원본 문서에서 보존된 문서. 2010년 5월 7일에 확인함.
3. 1 2  “Gordon Brown resigns as UK prime minister”. BBC News. 2010년 5월 11일.
4. ↑  Sparrow, Andrew (2010년 5월 12일). “New government – live blog”. 《The Guardian》 (London).
5. ↑  “Lib Dems approve coalition deal”. BBC News. 2010년 5월 11일. 2010년 5월 11일에 확인함.
6. ↑  “Gordon Brown calls 6 May general election”. BBC News. 2010년 4월 6일.
7. ↑  “Brown would 'renew' Labour Party”. BBC News. 2007년 1월 5일.
8. ↑  “Election 2010: Lib Dem policies targeted by rivals”. BBC News. 2010년 4월 19일.
9. ↑  Wells, Anthony (2010년 5월 6일). “Final poll of the campaign”. UK Polling Report. 2012년 4월 5일에 원본 문서에서 보존된 문서. 2010년 5월 7일에 확인함.
10. ↑  Riddell, Peter; Sherman, Jill; Watson, Roland (2010년 5월 6일). “Tories scent victory as poll lead widens”. 《The Times》 (London). 2010년 5월 6일에 원본 문서에서 보존된 문서. 2010년 5월 6일에 확인함.
11. ↑  Pickard, Jim (2010년 5월 5일). “UK – Brown woos undecided voters”. 《Financial Times》. 2010년 5월 7일에 확인함.
12. ↑  Jefferson, Rodney; Hutton, Robert (2010년 4월 27일). “Brown Placing Third May Win Most Seats as Undecided Hold Key”. Bloomberg. 2010년 5월 7일에 확인함.
13. ↑  “Salmond wants Westminster to 'dance to a Scottish jig' as he targets 20 seats”. 《The Scotsman》 (Edinburgh). 2008년 4월 21일.
14. ↑  “Research Paper 07/31: Election Timetables” (PDF). 《House of Commons Library》. 24 February 2009에 원본 문서 (PDF)에서 보존된 문서.
15. ↑  “Election delayed after the death of candidate”. 《Malton & Pickering Mercury》. 2010년 4월 28일. 2010년 5월 6일에 원본 문서에서 보존된 문서. 2010년 4월 29일에 확인함.
16. ↑  Colin Rallings, Michael Thrasher, "The Media Guide to the New Parliamentary Constituencies", Local Government Chronicle Elections Centre, 2007, ISBN 0-948858-45-1
17. ↑  “The Parliamentary Constituencies (England) Order 2007 (S.I. 2007 No. 1681)”. Office of Public Sector Information. 2007년 6월 13일.
18. ↑  “The Parliamentary Constituencies (Northern Ireland) Order 2008 (S.I. 2008 No. 1486)”. The National Archives. 2006년 6월 11일.
19. ↑  “The Parliamentary Constituencies and Assembly Electoral Regions (Wales) Order 2006 (S.I. 2006 No. 1041)”. The National Archives. 2006년 6월 11일.
20. ↑  “Election 2010 Results: Buckingham”. BBC News. 2017년 3월 27일에 확인함.
21. ↑  “Election 2010 Results: North Down”. 2017년 3월 27일에 확인함.
22. ↑  Walton, John (2010년 5월 10일). “Election 2010: Turnout mapped”. BBC News.
23. ↑  Collins, Nick (2010년 5월 28일). “Tories win final general election seat in Thirsk and Malton”. 《The Daily Telegraph》 (London).